# رأب مفصل الركبة المستبدل
رأب مفصل الركبة المستبدل (UKA) هي عملية جراحية تستخدم لتخفيف التهاب المفاصل في أحد أجزاء مفصل الركبة، ويتم فيها استبدال الأجزاء التالفة من مفصل الركبة. قد تقلل جراحة رأب مفصل الركبة المستبدل من الألم بعد العملية الجراحية، ويكون لها فترة نقاهة أقصر من عملية استبدال مفصل الركبة بالكامل، خاصة في الأشخاص الذين تزيد أعمارهم عن 75 عامًا. علاوة على ذلك، قد تتطلب العملية شقًا أصغر، وتسبب ضرراً أقل في الأنسجة وأوقات تعافي أسرع.
تشكل هذه العملية حوالي 8 ٪ من مجمل عمليات مفاصل الركبة في الولايات المتحدة الأمريكية. بالمقارنة مع إجراء عملية جراحية أكثر شمولًا والتي يطلق عليها قطع العظم للقسم العلوي من الظنبوب (high tibial osteotomy)، يكون لرأب مفصل الركبة المستبدل نتائج متساوية أو أفضل.

## خلفية
افترض دنكان سي. ماكفير في أوائل الخمسينيات أن التهاب المفاصل يمكن عزله في جزء واحد فقط من مفصل الركبة، وأن استبدال مفصل الركبة بالكامل قد لا يكون ضروريًا إذا تأثر جزء واحد منها فقط. تم تصميم مفهوم العملية لإحداث صدمة أو ضرر أقل من عملية استبدال مفصل الركبة الكلي التقليدي عن طريق إزالة عظام أقل ومحاولة الحفاظ على معظم العظام والتشريح الأصلي للمريض. صمم المفهوم أيضًا لاستخدام غرسات أصغر وبالتالي الحفاظ على معظم عظام المريض، مما يساعده على العودة إلى وظائفه الطبيعية بشكل أسرع.
في البداية، لم تكن عملية رأب مفصل الركبة المستبدل ناجحة دوماً لأن الغرسات كانت سيئة التصميم، ولم يتم فحص الأشخاص الذين يحتاجون إلى الجراحة جيدًا للتأكد من ملاءمتهم لها، ولم يتم تطوير التقنيات الجراحية المثلى. تم إحراز تقدم لتحسين تصميم الغرسات لاحقاً. كما تم التأكيد على اختيار الأشخاص الأنسب لضمان متابعة الجراحين للمؤشرات وموانع الاستبدال الجزئي. العوامل الرئيسية لنجاح العملية هي الاختيار السليم، إتباع دواعي العملية/الموانع، وأداء الجراحة بشكل جيد.

## دواعي العملية والموانع
قد تكون عملية رأب مفصل الركبة المستبدل مناسبة للأشخاص الذين يعانون من مرض معتدل الحدة بالمفاصل الناجم عن التهاب المفاصل المؤلم أو إصابة مؤلمة، أو تاريخ من العمليات الجراحية غير الناجحة، أو ضعف كثافة العظام الذي يمنع إجراء أنواع أخرى من جراحات مفصل الركبة.
تشمل موانع إجراء العملية الأشخاص المصابين بعدوى نشطة، أو مشتبه بها في مفصل الركبة، أو حوله، أو قد يكون لديهم حساسية معروفة لمواد الغرسة، أو لديهم عدوى في العظام، أو الأمراض التي تؤدي إلى عدم القدرة على دعم أو تثبيت الغرسة الجديدة بالعظم، أو المصابين بالتهاب المفاصل، أو من لديهم تشوهات كبيرة يمكن أن تؤثر على المحور الميكانيكي للركبة، واضطرابات عصبية عضلية قد تعرض السيطرة الحركية و/ أو الاستقرار، أو من يعانون من أي اضطراب عصبي عضلي، أو المصابين بالسمنة المفرطة، أو من فقدوا كمية من عظام الساق (الظنبوب) أو لديهم تشوهات عظامية حادة في الظنبوب، أو من يعانون من    خلع متكرر لمفصل الركبة، أو تلف غير مُعالج في غطاء الركبة ومفصل عظم الفخذ (مفصل الفخذ الرضفي) ، أو تلف غير مُعالج في الجزء المقابل أو في نفس الجانب ولم يتم استبداله بغرسة من قبل، و / أو عدم استقرار أربطة الركبة بحيث يكون استقرار ما بعد الجراحة أمراً غير مضمون في المرضى.

## التاريخ والفحص البدني
يتم إجراء الفحص البدني والحصول على تاريخ الشخص قبل إجراء الجراحة. قد يكون الشخص المصاب بألم في إحدى مناطق الركبة مرشحًا للجراحة. ومع ذلك، فإن الشخص المصاب بألم في مناطق متعددة من الركبة قد لا يكون مرشحًا جيدًا للجراحة. قد يأخذ الطبيب بعض الصور الشعاعية (مثل الأشعة السينية) للتحقق من انحلال أجزاء الركبة الأخرى وتقييم مفصل الركبة ككل.  قد يشمل الفحص البدني أيضًا اختبارات خاصة مصممة لاختبار أربطة الركبة وغيرها من الهياكل التشريحية. سيقرر الجراح على الأرجح إجراء رأب مفصل الركبة المستبدل أثناء الجراحة حيث يمكنه رؤية حالة الأجزاء الأخرى مباشرةً.

## الفوائد
تشمل الفوائد المحتملة للجراحة شقًا أصغر لأن غرسات رأب مفصل الركبة المستبدل أصغر من عملية استبدال مفصل الركبة الكلي، وقد يقوم الجراح بعمل شق أصغر.  وهذا قد يؤدي إلى ندبة أصغر. فائدة محتملة أخرى هي الألم الأقل بعد الجراحة لأنه تتم إزالة كمية أقل العظام. قد تكون العملية أيضًا ذات وقت أقصر ولها فترة الاستشفاء أقل نتيجة لإزالة كمية عظام أقل أثناء العملية وقد تتكبد الأنسجة الرخوة صدمة أقل. قد تكون عملية إعادة التأهيل أيضا أكثر تصاعدية. المزيد من الفوائد المحددة لرأب مفصل الركبة المستبدل هو أنه قد يحسن نطاق الحركة، ويقلل من فقدان الدم أثناء الجراحة، ويقلل من الوقت الذي يقضيه الشخص في المستشفى، ويقلل التكاليف.
كانت اثنين من أهم فوائد هذه الجراحة أو الاستبدال الجزئي للركبة في عام 2018 هي:
1. يفيد مرضى هذه الجراحة بأن الركبة المستبدلة تبدو أكثر مثل الركبة الأصلية غير المستبدلة بالمقارنة مع جراحة استبدال الركبة الكلية.
2. تترك غرسات الركبة الجزئية خيارات أخرى مفتوحة لمزيد من التقدم الجراحي لاحقاً إذا احتاج المرضى لذلك. فمن خلال عدم الاستعاضة عن بقية الركبة بالمعادن والبلاستيك، إذا وجدت خيارات أخرى في السنوات القادمة لعلاج التهاب المفاصل في هذه المناطق، فإن استبدال الركبة الجزئي سيترك الباب مفتوحاً لذلك.[10]

## المخاطر
تجلط الدم (المعروف أيضًا باسم تخثر الوريد العميق) من المضاعفات الشائعة بعد الجراحة. ومع ذلك، قد يصف الطبيب بعض الأدوية للمساعدة في منع تجلط الدم. قد تحدث أيضاً عدوى بعد الجراحة. ومع ذلك، يمكن وصف المضادات الحيوية من قبل الطبيب للمساعدة في منع هذه العدوى. يجب معالجة العوامل الشخصية (مثل التشريح، والوزن، والتاريخ الطبي السابق، وجراحات المفاصل السابقة) مع مريض الجراحة. تشمل أسباب الفشل على المدى الطويل للجراحة تآكل البولي إيثيلين، وعدم ثبات الغرسة، وانحلال جزء الركبة المجاورة.

## النتائج طويلة الأجل
أفادت الدراسات طويلة الأجل عن نتائج ممتازة لجراحة رأب مفصل الركبة المستبدل، ويرجع ذلك جزئيًا إلى فحص المرضى قبل الجراحة، تقليل كمية العظام التي يتم إزالتها، واستخدام التقنية الجراحية المناسبة. وجدت إحدى الدراسات أنه في مدة لا تقل عن 10 سنوات من المتابعة بعد الجراحة الأولية، كان معدل البقاء الإجمالي للغرسة 96 ٪.  كان لدى 92 ٪ من الناس في هذه الدراسة أيضا نتائج ممتازة أو جيدة. كما ذكرت دراسة أخرى أنه خلال 15 سنة من المتابعة بعد الجراحة الأولية، كان المعدل الإجمالي للغرسة 93 ٪ وحقق 91 ٪ من هؤلاء الأشخاص نتائج جيدة أو ممتازة.